# Salem (gruppo musicale israeliano)
I Salem sono un gruppo musicale Oriental metal israeliano.

## Storia dei Salem
La band inizia a suonare nei primi anni novanta con il nome di Axe Metal, che verrà poi cambiato in Salem in onore del romanzo di Stephen King Le notti di Salem.
I Salem sono ritenuti una band di punta dell'Oriental metal ed i pionieri del genere, in quanto furono i primi ad aver combinato musica metal e tradizioni ebraiche.

## Formazione

### Formazione attuale
- Ze'ev Tananboim - voce
- Lior Mizrachi - chitarra
- Nir Gutraiman - chitarra
- Michael Goldstein - basso
- Nir Nakav - batteria

### Ex componenti
- Giora Hirsch - chitarra
- Amir Neubach - batteria

## Discografia
- 1992 - Creating our Sins (live)
- 1994 - Kaddish
- 1998 - A Moment of Silence
- 2002 - Collective Demise
- 2005 - Strings Attached
- 2007 - Necessary Evil